# دولت نیازبکوف
دائولت ژوراجویچ نیازبکوف (به قزاقی: Дәулет Шораұлы Ниязбеков) (زادهٔ ۱۲ فوریهٔ ۱۹۸۹) یک کشتی‌گیر کشور قزاقستان در دسته‌های ۵۵، ۶۱ و ۶۵ کیلوگرم کشتی آزاد است. او نایب‌قهرمان مسابقات قهرمانی کشتی جهان در سال ۲۰۱۹ و برندهٔ مدال نقرهٔ این مسابقات در سال ۲۰۱۱ است. او همچنین قهرمان سه دورهٔ مسابقات قهرمانی کشتی آسیا در سال‌های ۲۰۱۵، ۲۰۱۶ و ۲۰۱۸ است.

## فعالیت حرفه‌ای

### مسابقات قهرمانی کشتی جهان ۲۰۱۹
نیازبکوف در وزن ۶۵ کیلوگرم کشتی آزاد مسابقات قهرمانی کشتی جهان ۲۰۱۹ نورسلطان حاضر بود که چانگ یو-هسان از تایوان، الکساندر سمیسوروف از آلمان، تومور-اچیر تولگا از مغولستان و باجرانگ پونیا از هند را شکست داد و به فینال رسید. وی در دیدار نهایی از گادژیمراد رشیدوف از روسیه شکست خورد و به مدال نقره وزن ۶۵ کیلوگرم رسید.

### المپیک ۲۰۲۰ توکیو
نیازبکوف در وزن ۶۵ کیلوگرم کشتی آزاد المپیک ۲۰۲۰ توکیو حاضر بود که در دور اول والدس توبیر از کوبا را شکست داد اما در دور بعد به حاجی علیف از آذربایجان باخت و با توجه به حضور این کشتی‌گیر در فینال، به دیدار شانس مجدد رفت. او در مرحله شانس مجدد آداما دیاتا از سنگال را شکست داد اما در دیدار رده‌بندی به باجرانگ پونیا از هند باخت و پنجم شد.